# Platysoma bifoveolatum
Platysoma bifoveolatum är en skalbaggsart som först beskrevs av Bousquet och Laplante 1999.  Platysoma bifoveolatum ingår i släktet Platysoma och familjen stumpbaggar. Inga underarter finns listade i Catalogue of Life.